# Miniaturisering

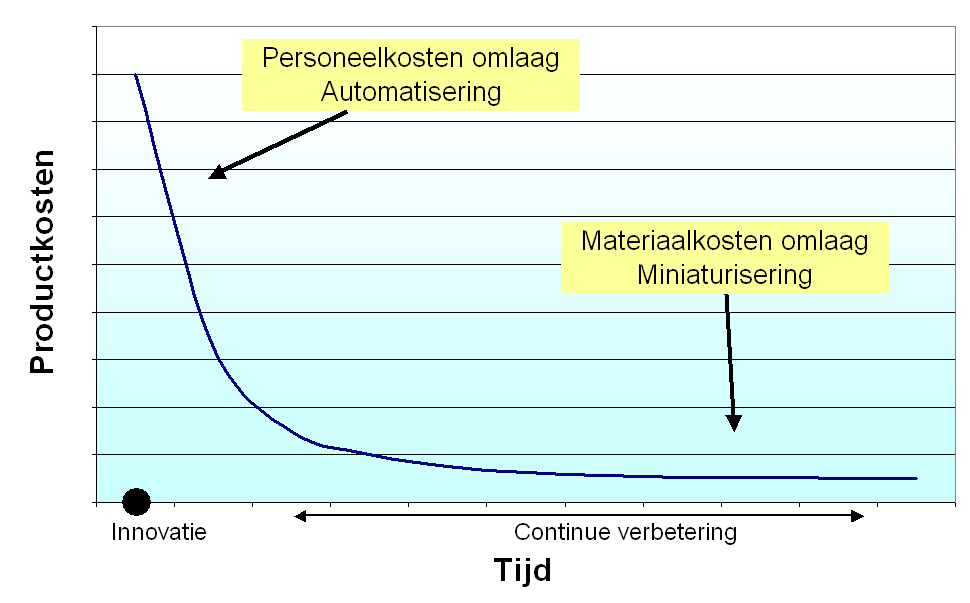
Kosten van een product (verticaal) uitgezet tegen de tijd (horizontaal)

Onder miniaturisering wordt in de techniek verstaan een proces waarbij structuren worden verkleind met behoud van hun functionaliteit en eventueel ook hun vorm. Het gaat daarbij om het verkleinen van onderdelen van technische apparaten, en uiteindelijk van die apparaten zelf. Sinds de jaren 1980 zijn veel technische en natuurwetenschappelijke ontwikkelingen hierop gericht. De belangrijkste stimulansen hierbij zijn enerzijds de vraag naar meer mogelijkheden en hogere snelheden, en anderzijds verkleining van het gewicht en de afmetingen alsmede van het energieverbruik.
In de micro-elektronica heeft deze trend geleid tot de wet van Moore, volgens welke bij de chipfabricage het aantal transistors op een chip zich elke twee jaar verdubbelt. Daardoor nemen enerzijds de complexiteit van de componenten en hun ontwikkelingskosten toe, en anderzijds ook de prestaties en de snelheid (klokfrequentie). Om een toename van de storingen bij onder meer de signaaloverdracht te vermijden, is een voortdurende toename van knowhow noodzakelijk. Daarom worden de betreffende technologieën als speerpunttechnologieën beschouwd en worden zij in veel landen door de overheid bevorderd.
De miniaturisering is vooral voortgekomen uit de vraag naar verfijning van de productiemethoden in de elektrotechniek, de elektronica en de fijnmechanica, en later ook van de optica.

## Geschiedenis en toepassingen
Als gevolg van de technische miniaturisering konden in de laatste decennia verschillende nieuwe technologieën worden ontwikkeld. Vooral in de elektronica valt dit op. Zowel passieve elektronische componenten, zoals weerstanden en condensatoren, als actieve componenten, zoals transistors en diodes, werden steeds kleiner. Van bijzonder sterke invloed op de ontwikkeling van de elektronica was de miniaturisering van geïntegreerde schakelingen. Door het verkleinen van de afzonderlijke transistors in een geïntegreerde schakeling kan meer functionaliteit op dezelfde oppervlakte worden aangebracht, hetgeen leidt tot een hogere pakkingsdichtheid en lagere kosten. Bovendien worden door de kleinere afmetingen de schakeltijden van de transistors kleiner, waardoor de rekenkracht van microprocessoren en de opslagruimte van geheugens toenemen. Zo is de opslagcapaciteit van computers gestegen van enkele tienduizenden bytes in tafelrekenmachines uit de jaren 1970, via 16 tot 64 kilobyte van de eerste IBM-pc, tot vele gigabyte in moderne computers.
Door de miniaturisering van geïntegreerde schakelingen werden nieuwe toepassingen en massaproductie mogelijk, zoals personal computers, mobiele telefoons en andere toepassingen van de hoogfrequenttechniek.
Niet alleen in de elektronica vindt een voortdurende miniaturisatie plaats. In de fijnmechanische bewerkingstechniek kon de nauwkeurigheid van enkele micrometers (1 μm = 0,001 mm = 0,000001 m of eenmiljoenste meter) verbeterd worden tot minder dan 0,1 μm, met tegelijk een grote versnelling van de productieprocessen door robotica.
In de optica konden lasers sterk worden verkleind, en konden lenzen en spiegels nauwkeuriger worden geslepen, wat leidde tot onder meer de techniek van de compact disc. De ontwikkeling van endoscopen en van de minimaal-invasieve chirurgie maakte de microchirurgie mogelijk.

## Nieuwe vakgebieden
Basis van vele van de genoemde ontwikkelingen was en is het maken van kleine elektronische schakelingen („chips”).

### Micro-elektronica
Dit nieuwe deelgebied van de elektronica combineert vooral miniaturisering en integratie. In geïntegreerde schakelingen worden talrijke elektronische componenten verenigd: transistors, condensatoren, spoelen en weerstanden op een kleine wafer (een plakje van een halfgeleidermateriaal, meestal silicium, met een geschikte dotering). De geleidersporen worden fotolithografisch aangebracht. Door de miniaturisering van de afzonderlijke componenten wordt het mogelijk de schakelingen steeds verder te verkleinen. Terwijl vroeger voor een computer verschillende kamers nodig waren, zijn er nu geïntegreerde schakelingen ban enkele mm² met meerdere miljoenen transistors.
De micro-elektronica is gebaseerd op verschillende fabricagetechnieken, zoals halfgeleidertechnologie en fotolithografie. De voortdurende verkleining van de componenten vereist steeds meer controle van de kwaliteit en de fabricagetoleranties. Momenteel ligt de tolerantie van miniatuurweerstanden (van 20 Ω tot enkele kΩ) bij 10...20%. In de toekomst moet deze voor 10 Ω tot 100 kΩ worden verlaagd tot 5%.

### Microsysteemtechniek
De microsysteemtechniek combineert micro-elektronica, micromechanica en micro-optica, teneinde structuren in het micrometergebied te kunnen bewerken. Bij nog kleinere afmetingen spreekt men van nanotechnologie. Een typisch voorbeeld zijn de printkoppen van moderne inkjetprinters. Andere voorbeelden zijn de versnellingssensoren in airbags. Ook het vervaardigen van microchirurgische instrumenten en kleine sensoren zoals CCD-sensoren behoort hiertoe.

### Mechatronica
Mechatronica op zich heeft niet direct met miniaturisering te maken, maar des te meer met de combinatie van mechanica, elektronica en informatica. De ontwikkeling en productie van moderne producten vereist een kennis en denkwijze die verschillende vakgebieden overziet, over de grenzen van de klassieke ingenieursvakken heen. Typische werkterreinen zijn communicatie-elektronica (mobiele telefoons, satellieten), regelsystemen voor verbrandingsmotoren, antiblokkeersystemen en elektronische diagnosesystemen voor auto’s, milieutechniek, medische technologie, enzovoort. 

### Grenzen
De voortdurende verkleining loopt tegen grenzen aan die bepaald worden door grootheden die te maken hebben met de functie van de apparaten, de elektronica en de mens-machine-interactie.
Zo moeten de toetsen van een toetsenbord een bepaalde minimumgrootte hebben om comfortabel te kunnen worden bediend. In veel gevallen, zoals bij mobiele telefoons, is deze grens al bijna overschreden. Mogelijke oplossingen zijn uitschuifbare of uitklapbare toetsenborden (zoals bij sommige notebooks, camera’s, en dergelijke), het bedienen van de toetsen met een stift, en een meervoudige functie van toetsen. Andere voorbeelden van grenzen zijn beeldschermen en displays: om er langere tijd mee te werken, is een beelddiagonaal van minstens 10...12 inch (25...30 cm) noodzakelijk. Kleinere schermen leiden bij langdurig gebruik tot oogklachten of overbelasting van de nekspieren. Intussen is de trend bijvoorbeeld bij notebooks weer omgekeerd – er komen steeds grotere (maar vlakkere) formaten op de markt. Bij het display van een digitale camera moet de diagonaal minimaal ongeveer 50 mm} zijn. Bij sommige camera’s wordt het grootste deel van de achterzijde al door het display ingenomen of is het uitklapbaar.
Een natuurlijke grens voor de miniaturisatie wordt gevormd door de afmetingen van atomaire en moleculaire processen. Zo kunnen er bijvoorbeeld geen transistors worden gemaakt die uit minder dan een atoom bestaan.